# Алту-Парагуай (микрорегион)

Алту-Парагуай на карте.

Алту-Парагуай (порт. Microrregião do Alto Paraguai) — микрорегион в Бразилии, входит в штат Мату-Гросу. Составная часть мезорегиона Юго-центральная часть штата Мату-Гроссу. Население составляет 32 760 человек (на 2010 год). Площадь — 6725,975 км². Плотность населения — 4,87 чел./км².

## Демография
Согласно сведениям, собранным в ходе переписи 2010 г. Национальным институтом географии и статистики (IBGE), население микрорегиона составляет:						
| Полное население                             | Полное население                             | Полное население                             | Полное население                             | 32 760 |
| -------------------------------------------- | -------------------------------------------- | -------------------------------------------- | -------------------------------------------- | ------ |
| в том числе:                                 | Городское население                          | 24 900                                       | Процент городского населения, %              | 76,01  |
|                                              | Сельское население                           | 7860                                         | Процент сельского населения, %               | 23,99  |
|                                              | Мужское население                            | 17 133                                       | Процент мужского населения, %                | 52,30  |
|                                              | Женское население                            | 15 627                                       | Процент женского населения, %                | 47,70  |
| Плотность населения, чел/км²                 | Плотность населения, чел/км²                 | Плотность населения, чел/км²                 | Плотность населения, чел/км²                 | 4,87   |
| Население микрорегиона в % к населению штата | Население микрорегиона в % к населению штата | Население микрорегиона в % к населению штата | Население микрорегиона в % к населению штата | 1,08   |

## Статистика
- Валовой внутренний продукт на 2003 год составляет 151 578 935,00 реалов (данные: Бразильский институт географии и статистики).
- Валовой внутренний продукт на душу населения на 2003 год составляет 5246,63 реалов (данные: Бразильский институт географии и статистики).
- Индекс развития человеческого потенциала на 2000 год составляет 0,715 (данные: Программа развития ООН).

## Состав микрорегиона
В состав микрорегиона включены следующие муниципалитеты:
1. Алту-Парагуай
2. Аренаполис
3. Нортеландия
4. Нова-Мариландия
5. Санту-Афонсу